# 大南镇
大南镇，是中华人民共和国江西省上饶市广丰区下辖的一个乡镇级行政单位。

## 行政区划
大南镇下辖以下地区：
大南村、石桥村、塘狮村、古村、茭塘村和李家村。